# Monomer
En monomer eller monomér (fra græsk mono "en" og meros "del") er et relativt lille molekyle, der kan bindes kemisk til andre monomerer og dermed danne polymerer. Når monomerer sættes sammen i en polymeriseringsreaktion, danner de dimerer, oligomerer eller polymerer alt efter, hvor mange monomerer der bindes sammen. Betegnelsen monomer bruges altså ofte om en mindre enhed i et større molekyle, men kan også bruges til at fastslå, at et molekyle kun består af én enhed, hvilket ofte bruges indenfor enzymer og kulhydrater. Hvis et molekyle består af flere ens monomerer, angives molekylvægten ofte for monomeren.